# Kevin Brockmeier
Kevin Brockmeier (Little Rock, 6 dicembre 1972) è uno scrittore statunitense.

## Biografia
Kevin John Brockmeier è nato il 6 dicembre 1972 a Little Rock, nell'Arkansas, dall'agente assicurativo Jack Brockmeier e dalla segretaria legale Sally Brockmeier.
Laureato all'Iowa Writers’ Workshop, è autore di 3 romanzi, un memoir, 2 raccolte di racconti, due novelle young-adult; le sue opere sono state tradotte in 17 lingue.
Premiato con il Nelson Algren Award, l'Italo Calvino Short Fiction Award e due premi O. Henry, suoi racconti sono apparsi in diverse antologie e riviste quali The Georgia Review, The Carolina Quarterly e McSweeney's.
Nominato nel 2007 uno dei Best Young American Novelists dalla rivista Granta, insegna scrittura creativa alla University of Arkansas at Little Rock, al Grinnell College oltre a tenere corsi all'Iowa Writers’ Workshop.

## Opere principali

### Romanzi
- La verità a proposito di Celia[6] (The Truth About Celia, 2003), Milano, Terre di mezzo, 2009 traduzione di Gaja Lombardi Cenciarelli ISBN 978-88-6189-114-2.
- The Brief History of the Dead (2006)
- The Illumination (2011)

### Memoir
- A Few Seconds of Radiant Filmstrip: A Memoir of Seventh Grade (2014)

### Racconti
- Things That Fall from the Sky (2002)
- The View From The Seventh Layer (2008)

### Letteratura per ragazzi
- City of Names (2002)
- Grooves: A Kind of Mystery (2006)

### Antologie
- Non vogliamo male a nessuno, Roma, Minimum Fax, 2008 ISBN 978-88-7521-160-8.
- Donne e uomini e altre storie d'amore, Milano, Mondadori, 2011 traduzione di Elena Orlandi ISBN 978-88-04-61161-5.

## Premi e riconoscimenti
- Premio O. Henry: 2002 vincitore con The Ceiling
- Premio Nebula per il miglior racconto breve: 2003 finalista con The Brief History of the Dead
- National Endowment for the Arts